# 미해결사건부
《미해결사건부》는 미호요에서 개발 및 출시한 오토메 어드벤처 게임이다. 이 게임은 2020년 7월에 안드로이드 및 iOS용 중국어 간체로 중국에서 처음 출시되었다. 중국어 간체 및 번체, 일본어, 한국어, 영어가 포함된 전 세계 버전은 1년 후에 출시되었다.